# Agnes von Langeac

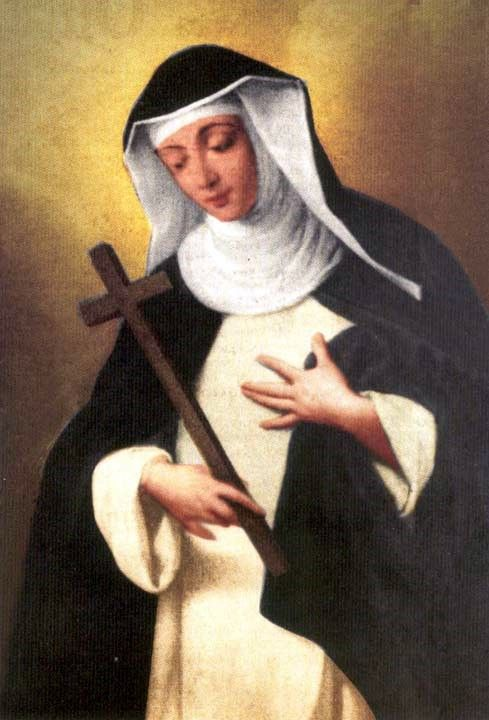

Agnes von Langeac, französisch: Agnès de Langeac, auch: Agnès Galand oder Agnès de Jésus (* 17. November 1602 in Le Puy-en-Velay; † 19. Oktober 1634 in Langeac) war eine französische Dominikanerin und Mystikerin. Sie wird in der katholischen Kirche als Selige verehrt.

## Leben

### Das fromme Kind
Agnès Galand wurde in Le Puy (Rue de l’Ouche 25) als drittes von sieben Kindern eines Messerschmieds geboren und in der Kathedrale getauft. Wegen ihrer frühreifen Intelligenz wurde sie in die Schule geschickt und zur Gewissensanleitung in die Obhut eines Jesuiten gegeben. Schon im Alter von sieben Jahren lebte sie ein kontemplatives Leben mit Gewissenserforschung und Selbstkasteiung. Mit acht Jahren ging sie zur Erstkommunion und legte ein Keuschheitsgelübde ab. Vorbild war ihr die heilige Katharina von Siena. 

### Die Dominikanerin
Agnes, die zu Hause als Spitzenklöpplerin arbeitete, orientierte sich ab 1619 an den Dominikanern des benachbarten Klosters Saint-Laurent (heute Kirche Saint-Laurent) und wurde 1621 in den Dritten Orden der Dominikaner aufgenommen. Ihr heimlicher Wunsch, in das seit 1605 in Le Puy bestehende Dominikanerinnenkloster Sainte-Catherine aufgenommen zu werden, scheiterte am Geld. Ihr Vater war nicht in der Lage, die dafür nötige Mitgift aufzubringen. 1623 wurde sie mit Unterstützung der Bewohner von Le Puy, die ihr heiligmäßiges Leben und Wirken anerkannten, als Konverse in der Tochtergründung Langeac akzeptiert und am 4. Oktober als Schwester Agnès de Jésus (nach Agnes von Montepulciano) eingekleidet.

### Priorin im Kloster Langeac
In Langeac wurde Agnes anfänglich als Köchin eingesetzt, nach einer Erkrankung und ersten Visionserlebnissen jedoch am 28. September 1624 als Chorschwester ins Noviziat aufgenommen. Am 2. Februar 1625 legte sie die Profess ab. Sie wurde als Torschwester eingesetzt und, wegen ihrer als übertrieben erachteten Freigebigkeit gegenüber den Armen, wieder abgesetzt. 1626 wurde sie zur Novizenmeisterin ernannt, kurz darauf als kommissarische Oberin eingesetzt und 1627 zur Priorin gewählt. 1630 wurde sie vom Bischof von St Flour abgesetzt (und war zu ihrer Freude 14 Monate lang einfache Nonne), dann aber wieder zur Subpriorin und 1734 zur Priorin gewählt.

### Beraterin von Jean-Jacques Olier
Jean-Jacques Olier, 26-jähriger in Paris lebender Kommendatarabt der 15 km südlich Langeac gelegenen Abtei Pébrac, der aufgrund einer Vision beschlossen hatte, sich ernsthaft um seine Abtei zu kümmern, und in die Auvergne reiste, hörte in Riom von der heiligmäßig lebenden Agnes, begab sich nach Langeac und hatte von Juni bis September 1634 zahlreiche Gespräche mit ihr, die nach seiner eigenen Aussage bestimmend waren für seine Berufung zum Reformer des französischen Klerus und zur Gründung der Sulpizianer.

### Tod und Seligsprechung
Im Oktober 1634 wurde Agnes krank und starb innerhalb einer Woche im Alter von 31 Jahren an Lungenentzündung. Vermutlich waren die zahlreichen Bußübungen, die sie sich seit frühester Kindheit auferlegte, mitursächlich für den frühen Tod. Auf Agnes Weisung hin verbrannten die Nonnen ihre gesamten Manuskripte. 1660 wurde in ihrem Geburtshaus die Kongregation der Dominikanerinnen von Le Puy gegründet. Vermittelt durch Olier berief sich Louis-Marie Grignion de Montfort auf Agnes für sein Konzept des Priesters als Sklave Christi. Am 20. November 1994 wurde Agnes in Rom seliggesprochen. Ihr Gedenktag ist der 19. Oktober.